# كرويتستال
كرويزتال (بالألمانية: Kreuztal) هي بلدة ألمانية تقع في ألمانيا في Siegen-Wittgenstein.  يقدر عدد سكانها بـ 31,216 نسمة .

## أعلام
- فريديريش فليك